# هارطیون شماونیان شیرازی
هارطیون شماونیان شیرازی (یا هارطون) (به ارمنی: Հարություն Շմավոնյան)، متولد سال ۱۷۵۰ میلادی در شیراز، بنیانگذار نخستین نشریه ارمنی‌زبان جهان است.
شماونیان در سال ۱۷۸۴ به مدرس، هند نقل مکان نمود. وی نخستین شماره نشریه ارار که اولین نشریه ارمنی‌زبان جهان است را در ۱۶ اکتبر ۱۷۹۲ میلادی، در شهر مَدرَس هند منتشر نمود. نشریه آزاد ارار که به‌صورت خبرنامه منتشر می‌شده، ۴۳ سال قبل از انتشار مطبوعات در ایران، چاپ می‌گردیده است.
هارطیون شماونیان در ۹ فوریه ۱۸۲۴ میلادی در سن ۷۴ سالگی در هند درگذشت.